# Duričići
Duričići – wieś w Chorwacji, w żupanii istryjskiej, w mieście Buzet. W 2011 roku liczyła 2 mieszkańców.